# 大连商品交易所
大连商品交易所（縮寫：DCE）成立于1993年2月28日，是经国务院批准的四家期货交易所之一，也是中国东北地区唯一一家期货交易所。
目前已上市的品种：玉米、玉米淀粉、黄大豆1号、黄大豆2号、豆粕、豆油、棕榈油、鸡蛋、纤维板、胶合板、粳米、生猪、线型低密度聚乙烯、聚氯乙烯、聚丙烯、焦炭、焦煤、铁矿石、乙二醇、苯乙烯、生豬、原木等期货品种，玉米、豆粕、铁矿石、原木等期权品种，并推出了棕榈油、豆粕、豆油、黄大豆1号、黄大豆2号、焦炭、焦煤和铁矿石等16个期货品种和3个期权品种的夜盘交易。

## 发展历史
- 1993年2月28日，大连商品交易所正式成立，是经国务院批准、由中国证监会监管的全国性期货交易所。
- 1993年11月18日，大连商品交易所正式推出标准化期货合约交易
- 1997年12月12日，大连商品交易所当年累计成交额首次突破1万亿元。
- 1998年8月1日，国务院下发1998第27号文件“关于进一步整顿和规范期货市场的通知”，对期货市场的格局进行重大调整和重组，保留大连商品交易所和郑州商品交易所，原上海金属交易所、上海商品交易所和上海粮油交易所三家合并为上海期货交易所，经调整后的三家交易所继续进行期货试点。
- 2014年7月4日，大连商品交易所推出夜盘交易。[2]
- 2018年5月，铁矿石期货引入境外交易者业务正式实施。

- 2018年12月，商品互换业务正式上线。

- 2019年9月，基差交易平台正式上线。
- 2019年12月25日，因为结算系统出现故障，上海期货交易所、大连商品期货交易所、郑州商品交易所宣布，将于22时30分夜盘开市，这比正常夜盘开市时间延迟了1个半小时[3]。
- 2020年，大商所品种由农产品、化工、黑色三大板块拓展至能源，并开创了中国期货、期权同步上市的先河[4]。
- 2021年1月8日，生猪期货在大连商品交易所挂牌交易。這是中国首个活体交割期货品种[5][6]。
- 2021年6月，棕榈油期权在大商所上市，成为中国首个引入境外交易者的期权品种[7]。同年8月24日，大连商品交易所通过数字人民币形式向交割仓库[8]。

## 领导成员
现任大连商品交易所理事会理事长：冉华
现任党委副书记、总经理：严绍明
现任党委委员、副总经理：酆　强
现任副总经理：王玉飞
现任党委委员、副总经理：程伟东
现任党委委员、副总经理：于　力
现任党委委员、纪委书记：张　庆
历任理事长：李正强